# ايلين (برمجية)
ايلين (بالإنجليزية: Alien)‏ هو برنامج حاسوبي يقوم بالتحويل بين صيغ حزم لينكس المختلفة. يدعم ألين التحويل بين حزم لينكس ستاندرد بيز، آر بي إم ، ديب ، ستامبيد (.slp) ، سولاريس (.pkg) وسلاكوير (.tgz). ألين قادر أيضاً على التثبيت التلقائي للحزم المولدة، ومحاولة تحويل سكربت التثبيت المضمن في ملف الأرشيف أيضاً. الخاصية الأخيرة يجب أن تستخدم بحذر حيث أن توزيعات لينكس يمكن أن تختلف اختلافاً كبيراً من واحدة لأخرى، واستخدام سكربت تم تحويله تلقائياً من صيغة ألين قد يقوم بإيقاف النظام. ألين تمت كتابته خصيصاً من أجل لينكس.

## hsjo]hl
مثال على طريقة الاستخدام:
# alien --to-rpm --scripts ./mypkg.deb 
يقوم بتحويل الحزمة "mypkg.deb" إلى "mypkg.rpm"، أي انه يقوم بتحويل حزمة ديبانية إلى حزمة ريدهاتية.